# Wietske van Zwol
Wietske van Zwol  – holenderska brydżystka z tytułami World Grand Master w kategorii Kobiet (WBF) oraz European Grand Master i European Champion w kategorii Kobiet (EBL).
Jej długoletnimi partnerkami brydżowymi były Femke Hoogweg i Martine Verbeek a obecnie jest Carla Arnolds.
Jej mężem jest  Carel Berendregt.

## Wyniki brydżowe

### Olimpiady
Na olimpiadach uzyskała następujące rezultaty:
| Olimpiady brydżowe. Zawody teamów | Olimpiady brydżowe. Zawody teamów | Olimpiady brydżowe. Zawody teamów | Olimpiady brydżowe. Zawody teamów | Olimpiady brydżowe. Zawody teamów | Olimpiady brydżowe. Zawody teamów |
| Rok                               | Miejsce                           | Zawody                            | Kategoria                         | Drużyna                           | Pozycja                           |
| --------------------------------- | --------------------------------- | --------------------------------- | --------------------------------- | --------------------------------- | --------------------------------- |
| 2012                              | Lille                             | 2 Olimpiada Sportów Umysłowych    | Kobiety                           | Netherlands                       | 5                                 |
| 2004                              | Stambuł                           | 12 Olimpiada Teamów               | Kobiety                           | Netherlands                       | 5                                 |
| 2000                              | Maastricht                        | 11 Olimpiada Brydżowa             | Kobiety                           | Netherlands                       | 5                                 |
| 1996                              | Rodos                             | 10 Olimpiada Teamów               | Kobiety                           | Netherlands                       | 5                                 |

### Zawody światowe
W światowych zawodach zdobyła następujące lokaty:
| Mistrzostwa Świata. Konkurencja teamów | Mistrzostwa Świata. Konkurencja teamów | Mistrzostwa Świata. Konkurencja teamów | Mistrzostwa Świata. Konkurencja teamów | Mistrzostwa Świata. Konkurencja teamów | Mistrzostwa Świata. Konkurencja teamów |
| Rok                                    | Miejsce                                | Zawody                                 | Kategoria                              | Drużyna                                | Pozycja                                |
| -------------------------------------- | -------------------------------------- | -------------------------------------- | -------------------------------------- | -------------------------------------- | -------------------------------------- |
| 2013                                   | Nusa Dua                               | 41. Mistrzostwa Świata Teamów          | Kobiety                                | Netherlands                            | 3                                      |
| 2010                                   | Filadelfia                             | 13 Seria Mistrzostw Świata             | Kobiety                                | Netherlands                            | 2                                      |
| 2005                                   | Estoril                                | 37 Mistrzostwa Świata Teamów           | Kobiety                                | Netherlands                            | 3                                      |
| 2003                                   | Monte Carlo                            | 36 Mistrzostwa Świata Teamów           | Kobiety                                | Netherlands                            | 3                                      |
| 2002                                   | Montreal                               | 11 Mistrzostwa Świata                  | Kobiety                                | Vriend                                 | 4                                      |
| 2001                                   | Paryż                                  | 35 Mistrzostwa Świata Teamów           | Kobiety                                | Netherlands                            | 9                                      |
| 2000                                   | Southampton                            | 34 Mistrzostwa Świata Teamów           | Kobiety                                | Netherlands                            | 1                                      |
| 1998                                   | Lille                                  | 10 Mistrzostwa Świata                  | Kobiety                                | Franken                                | 9                                      |
| 1997                                   | Hammamet                               | 33 Mistrzostwa Świata Teamów           | Kobiety                                | Netherlands                            | 7                                      |
| 1994                                   | Albuquerque                            | 9 Mistrzostwa Świata                   | Kobiety                                | Pasman                                 | 5                                      |

| Mistrzostwa Świata. Konkurencja par | Mistrzostwa Świata. Konkurencja par | Mistrzostwa Świata. Konkurencja par | Mistrzostwa Świata. Konkurencja par | Mistrzostwa Świata. Konkurencja par | Mistrzostwa Świata. Konkurencja par |
| Rok                                 | Miejsce                             | Zawody                              | Kategoria                           | Partner                             | Pozycja                             |
| ----------------------------------- | ----------------------------------- | ----------------------------------- | ----------------------------------- | ----------------------------------- | ----------------------------------- |
| 2006                                | Werona                              | 12 Mistrzostwa Świata               | Miksty                              | Huub Bertens                        | 29                                  |
| 2002                                | Montreal                            | 11 Mistrzostwa Świata               | Kobiety                             | Femke Hooweg                        | 15                                  |
| 2002                                | Montreal                            | 11 Mistrzostwa Świata               | Miksty                              | Jan Jansma                          | 113                                 |

### Zawody europejskie
W europejskich zawodach zdobyła następujące lokaty:
| Zawody europejskie. Konkurencja teamów | Zawody europejskie. Konkurencja teamów | Zawody europejskie. Konkurencja teamów | Zawody europejskie. Konkurencja teamów | Zawody europejskie. Konkurencja teamów | Zawody europejskie. Konkurencja teamów |
| Rok                                    | Miejsce                                | Zawody                                 | Kategoria                              | Drużyna                                | Pozycja                                |
| -------------------------------------- | -------------------------------------- | -------------------------------------- | -------------------------------------- | -------------------------------------- | -------------------------------------- |
| 2013                                   | Ostenda                                | 6. Otwarte Mistrzostwa Europy          | Kobiety                                | Dutch Women                            | 3                                      |
| 2012                                   | Dublin                                 | 51. Mistrzostwa Europy Teamów          | Kobiety                                | Netherlands                            | 4                                      |
| 2010                                   | Ostenda                                | 50 Mistrzostwa Europy Teamów           | Kobiety                                | Netherlands                            | 2                                      |
| 2009                                   | San Remo                               | 4 Otwarte Mistrzostwa Europy           | Miksty                                 | Vriend                                 | 5                                      |
| 2009                                   | San Remo                               | 4 Otwarte Mistrzostwa Europy           | Kobiety                                | Dutch Blue                             | 2                                      |
| 2005                                   | Teneryfa                               | 2 Otwarte Mistrzostwa Europy           | Miksty                                 | Pasman                                 | 17                                     |
| 2005                                   | Teneryfa                               | 2 Otwarte Mistrzostwa Europy           | Kobiety                                | Pasman                                 | 3                                      |
| 2004                                   | Malmö                                  | 47 Mistrzostwa Europy Teamów           | Kobiety                                | Netherlands                            | 2                                      |
| 2003                                   | Mentona                                | 1 Otwarte Mistrzostwa Europy           | Miksty                                 | Kaplan                                 | 18                                     |
| 2003                                   | Mentona                                | 1 Otwarte Mistrzostwa Europy           | Kobiety                                | Vriend                                 | 2                                      |
| 2002                                   | Salsomaggiore                          | 46 Mistrzostwa Europy Teamów           | Kobiety                                | Netherlands                            | 1                                      |
| 2002                                   | Ostenda                                | 7 Mistrzostwa Europy Mikstów           | Miksty                                 | Huijben                                | 23                                     |
| 2001                                   | Teneryfa                               | 45 Mistrzostwa Europy Teamów           | Kobiety                                | Netherlands                            | 2                                      |
| 1999                                   | Malta                                  | 44 Mistrzostwa Europy Teamów           | Kobiety                                | Netherlands                            | 4                                      |
| 1997                                   | Montecatini                            | 43 Mistrzostwa Europy Teamów           | Kobiety                                | Netherlands                            | 5                                      |
| 1995                                   | Vilamoura                              | 42 Mistrzostwa Europy Teamów           | Kobiety                                | Netherlands                            | 12                                     |
| 1994                                   | Barcelona                              | 3 Mistrzostwa Europy Mikstów           | Miksty                                 | van der Neut                           | 22                                     |

| Zawody europejskie. Konkurencja par | Zawody europejskie. Konkurencja par | Zawody europejskie. Konkurencja par | Zawody europejskie. Konkurencja par | Zawody europejskie. Konkurencja par | Zawody europejskie. Konkurencja par |
| Rok                                 | Miejsce                             | Zawody                              | Kategoria                           | Partner                             | Pozycja                             |
| ----------------------------------- | ----------------------------------- | ----------------------------------- | ----------------------------------- | ----------------------------------- | ----------------------------------- |
| 2009                                | San Remo                            | 4 Otwarte Mistrzostwa Europy        | Kobiety                             | Martine Verbeek                     | 1                                   |
| 2009                                | San Remo                            | 4 Otwarte Mistrzostwa Europy        | Miksty                              | Huub Bertens                        | 7                                   |
| 2007                                | Antalya                             | 3 Otwarte Mistrzostwa Europy        | Kobiety                             | Anneke Simons                       | 15                                  |
| 2005                                | Teneryfa                            | 2 Otwarte Mistrzostwa Europy        | Kobiety                             | Femke Hoogweg                       | 3                                   |
| 2005                                | Teneryfa                            | 2 Otwarte Mistrzostwa Europy        | Mikst                               | Huub Bertens                        | 5                                   |
| 2003                                | Mentona                             | 1 Otwarte Mistrzostwa Europy        | Mikst                               | Albert Bitran                       | 46                                  |
| 2003                                | Mentona                             | 1 Otwarte Mistrzostwa Europy        | Kobiety                             | Femke Hoogweg                       | 8                                   |
| 2002                                | Ostenda                             | 7 Mistrzostwa Europy Mikstów        | Mikst                               | Jan Jansma                          | 226                                 |
| 2001                                | Teneryfa                            | 45 Mistrzostwa Europy Teamów        | Kobiety                             | Femke Hoogweg                       | 8                                   |
| 2001                                | Sorrento                            | 11 Mistrzostwa Europy Par           | Open                                | Femke Hoogweg                       | 173                                 |
| 1999                                | Malta                               | 44 Mistrzostwa Europy Teamów        | Kobiety                             | Martine Verbeek                     | 9                                   |
| 1999                                | Warszawa                            | 10 Mistrzostwa Europy Par           | Open                                | Martine Verbeek                     | 93                                  |
| 1997                                | Haga                                | 9 Mistrzostwa Europy Par            | Open                                | Kees Mulder                         | 214                                 |
| 1994                                | Barcelona                           | 3 Mistrzostwa Europy Mikstów        | Miksty                              | Carel Berendregt                    | 128                                 |
| 1993                                | Mentona                             | 4 Mistrzostwa Europy Kobiet         | Kobiety                             | Martine Verbeek                     | 11                                  |
| 1993                                | Bielefeld                           | 7 Mistrzostwa Europy Par            | Open                                | Martine Verbeek                     | 40                                  |
| 1991                                | Killarney                           | 1 Mistrzostwa Europy Mikstów        | Kobiety                             | Jet Pasman                          | 52                                  |
| 1990                                | Bordeaux                            | 1 Mistrzostwa Europy Mikstów        | Mikst                               | Carel Berendregt                    | 77                                  |

## Klasyfikacja
- Wietske van Zwol – klasyfikacja WBF (ang.)
- Wietske van Zwol – klasyfikacja EBL (ang.)